# Słubica (herb szlachecki)
Słubica – polski herb szlachecki, wcielony do herbu Prus do XVI w.

## Historia
Po raz pierwszy pojawiła się w źródłach w 1401 roku, kiedy Maciej z Głowaczewic udowadniając swoje szlacheckie pochodzenie przyprowadził świadka Michała, podsędka gostynińskiego herbu Prus vel Słubica.
W 1250 roku spotykamy w Grąbliach na ziemi książęcej Prusa Rukałe (brata wodza Jaćwingów Skomanda). Już J. Chwalibińska, a za nią także G. Białuński powiązał Rukałę wymienionego w dokumencie z 1250 roku z Żochowskimi z pobliskiego Żochowa, wśród których imię Rukała miało występować w prawie każdym pokoleniu. Od tegoż nobila wywodzą się wszyscy herbowni Słubicy.
Dokument z 9 stycznia 1363 roku, odnoszący się do posiedzenia sądu króla polskiego Kazimierza III Wielkiego, które odbyło w Płocku, rozpatrywano tam sprawę uprawnień rycerskich braci Stanisława i Miłosława Napierkowiczów oraz ich bratanków Pawła, Jakuba i Święcha i Adama z Łowczewa. Sądowi przewodniczył wojewoda mazowiecki Dadźborg. Pozwani zjawili się wraz ze świadkami: Falisławem z Słubic, Abrahamem z Gałek, Chrzczonem z Nakwasina, Piotrem z Miszewa, Piotrem z Żochowa. Wymienieni w dokumencie świadkowie, pochodzą z miejscowości, które były własnością dziedziczną członków rodu heraldycznego Prusów alias Słubiców, na m.in. tej podstawie historycy również stwierdzają pokrewieństwo tychże rodów.
16 lutego 1407, zostaje oczyszczony z nagany szlachectwa Dominik z Świerczyna. Świadczą przy tym akcie bracia Windyka i Jakusz ze Słubic, oraz Stanisław, Urban i Andrzej z Szamowa, stwierdzając, że on jest ich bratem zawałonia Prussy. Zapiska nie budzi wątpliwości, że to grupa rodzinna odwołująca się do świadectwa starszyzny rodowej ze Słubic.
Przemawia to za tym, że kiedyś wszystkie rody tegoż herbu wyszły ze wspólnego pnia, możliwe, że mającego swój początek w Żochowie, lecz z czasem główny ośrodek rodowy był w Słubicy.
Ostatni zapis o herbie spotykamy w roku 1508, kiedy ród cieszył się już większą pozycją, nastąpił proces przechodzenia klejnotników do herbu Prus, co miało się przejawiać także w usunięciu jednego z dolnych ramion krzyża. Stąd też herb Słubica stał się jednym z zawołań rodu Prus.

## Herbowni
Nazwiska rodzin, które wszystkie wywodziły się od Rukały, a następnie przyjęły jedną z trzech odmian herbu Prus.
Bełdycki, Białyszewski, Blichowski, Chrzczonowski, Damięcki, Falęcki, Faszcz, Gałecki, Glinojecki, Głowacki, Głowaczewski, Grzybowski, Jezierski, Kobyliński, Kosiński, Lubecki, Łaski, Łuniewski, Mieszewski, Nakwaski, Napierkowski, Olszyński, Rudowski, Słubicki, Strzałkowski, z Strzemieczna, Studzieński, Swarocki, Szamowski, Szczycieński, Szymanowski, Wołowski, Załęski, Zawadzcki, Żochowski, Żyrowski